# Estação Thieffry
Thieffry é uma estação da linha 5 (antiga 1A) do Metro de Bruxelas.